# 모탈라시

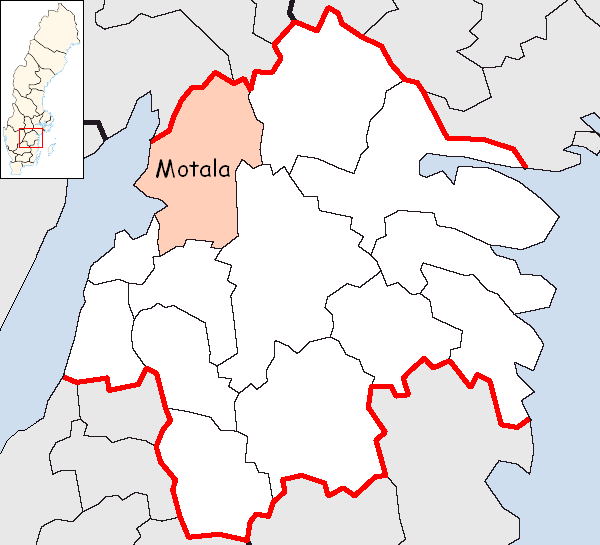
모탈라 시의 위치

모탈라시(스웨덴어: Motala kommun)는 스웨덴 외스테르예틀란드주에 위치한 지방 자치체로 행정 중심지는 모탈라이며 면적은 1,267.23km2, 인구는 43,258명(2016년 12월 31일 기준), 인구 밀도는 34명/km2이다.

시 문장